# Il sogno di volare
Il sogno di volare è un romanzo scritto da Carlo Lucarelli e pubblicato nel 2013. Si tratta del quinto romanzo con protagonista Grazia Negro, ispettore capo della polizia di Bologna.

## Trama
Grazia Negro in qualità di ispettrice dell'antimafia si trova ad indagare sull'omicidio di un giovane la cui famiglia è legata alla criminalità organizzata. Lo scenario delle indagini si complica quando si susseguono altri omicidi con le stesse brutali modalità e senza nessun legame con la mafia.

## Edizioni
- Carlo Lucarelli, Un giorno dopo l'altro, collana Einaudi Tascabili – Stile Libero, Einaudi, 2013,  pp. 265, ISBN 978-88-06-20554-6.